# Foguinho
Foguinho, właśc. Oswaldo Azzarini Rolla (ur. 13 września 1909 w Porto Alegre  – zm. 27 października 1996 w Porto Alegre) − piłkarz brazylijski, występujący na pozycji napastnika.

## Kariera klubowa
Karierę piłkarską Foguinho rozpoczął w występował w São José Porto Alegre w latach dwudziestych. Większość swojej kariery spędził klubie Grêmio Porto Alegre, w którym występował w latach 1929–1941.
Z Grêmio dwukrotnie zdobył mistrzostwo stanu Rio Grande do Sul – Campeonato Gaúcho w 1931 i 1932 oraz ośmiokrotnie mistrzostwo Porto Alegre – Campeonato Citadino de Porto Alegre w 1930, 1931, 1932, 1933, 1935, 1937, 1938 i 1939 roku.

## Kariera trenerska
Po zakończeniu kariery piłkarskiej Foguinho został trenerem. W 1950 roku prowadził klub Esperança Novo Hamburgo, a w latach 1953–1955 Cruzeiro Porto Alegre. Najlepszym okresem w jego karierze trenerskiej były lata 1955–1961, kiedy to prowadził Grêmio Porto Alegre. Z Grêmio pięciokrotnie zdobył mistrzostwo stanu Rio Grande do Sul – Campeonato Gaúcho w 1956, 1957, 1958, 1959 i 1960 oraz pięciokrotnie mistrzostwo Porto Alegre – Campeonato Citadino de Porto Alegre w 1956, 1957, 1958, 1959 i 1960 roku.
W 1960 roku Foguinho prowadził reprezentację Brazylii w Mistrzostwach Panamerykańskich, na których Brazylia zajęła drugie miejsce, ustępując tylko Argentynie. W późniejszych latach jeszcze dwukrotnie wracał na ławkę trenerską w Cruzeiro i Grêmio.